# Sarcophaga kagaensis
Sarcophaga kagaensis är en tvåvingeart som beskrevs av Hori 1954. Sarcophaga kagaensis ingår i släktet Sarcophaga och familjen köttflugor. Inga underarter finns listade i Catalogue of Life.